# آردمور (تنسی)
آردمور(به انگلیسی: Ardmore) شهری در ایالت تنسی کشور ایالات متحده آمریکا است که جمعیت آن در سرشماری سال ۲۰۱۰ میلادی، ۱٬۲۱۳ نفر بوده‌است.